# Jouy-sous-Thelle
Jouy-sous-Thelle is een gemeente in het Franse departement Oise (regio Hauts-de-France). De plaats maakt deel uit van het arrondissement Beauvais. Jouy-sous-Thelle telde op 1 januari 2022 1.067 inwoners.

## Geografie
De oppervlakte van Jouy-sous-Thelle bedroeg op 1 januari 2022 12,78 vierkante kilometer; de bevolkingsdichtheid was toen 83,5 inwoners per km².

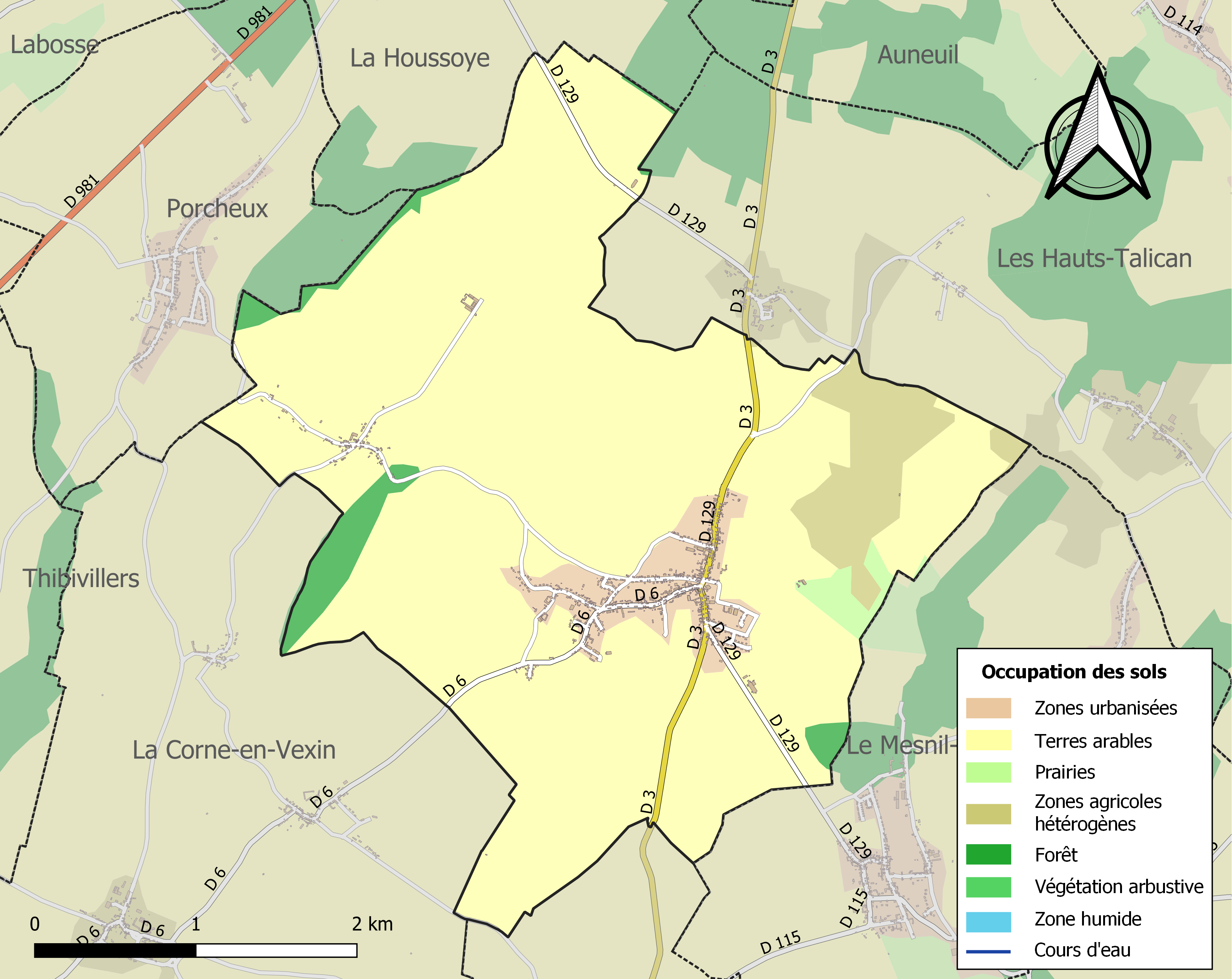
Kaart van de gemeente met belangrijkste infrastructuur, bodemgebruik en omliggende gemeenten

## Demografie
Onderstaande figuur toont het verloop van het inwonertal (bron: INSEE-tellingen).